# Населення Полтавської області
Населення Полтавської області — частина населення України, що проживає на території Полтавської області. Станом на 1 листопада 2014 року становило 1 450 468 осіб.

## Історичні відомості

### До нашої ери
На території Полтавської області виявлено близько 20 поселень епохи пізнього палеоліту (35 — 9 тис. р. до н. е.); найбільш відоме — Гінцівська стоянка на річці Удай. Основним заняттям населення було полювання на мамонтів, зубрів, бурих ведмедів та північних оленів в умовах холодного клімату пізнього плейстоцену.
На початку голоцену почався значно тепліший міжльодовиковий період, населення перейшло до осілого способу життя, внаслідок чого зросла його кількість та щільність. В історії формування культури цей час відповідає мезоліту. На території Полтавщини поселення раннього мезоліту представлені стійбищами зимівниківської культури, що приурочені до берегів річок. Характерними заняттями населення було полювання на турів, благородних оленів, кабанів, рибальство, збиральництво диких рослин. Відбулося одомашнення свині й бика. На подальше формування мезолітичної культури впливали контакти місцевого населення та племен кукрецької культури, що переселялися з південних степів, протягом другої половини VII тис. до н. е. Поселення цього часу виявлені у долинах Дніпра, Ворскли, Псла та Орелі.
Клімат неоліту (V-IV тис. до н. е.) був іще м'якшим, тому разом із полюванням і рибальством розвивається розведення свиней, корів та виникає землеробство. Збільшення продуктивності праці та кількості їжі веде за собою зростання чисельності населення. Територію Полтавщини послідовно заселяють представники дніпровсько-донецький племен неоліту, племена ямково-гребінцевої кераміки (найбільше поселень виявнело в долинах Ворскли, Орелі, Дніпра та Хоролу), племена сурської неолітичної культури (IV тис. до н. е.)
У мідну добу (кін. IV-III тис. до н. е.) починається використання у землеробстві рала і тяглової сили — биків; відбувається його спеціалізація. На початку мідної доби в південній частині регіону проживали племена середньостогівської культури, а північний захід регіону заселений, найімовірніше, представниками пізньотрипільської культури.
У бронзову добу в землеробстві рало замінюється на примітивний плуг. Розширюється набір окультурених рослин, площа полів. Із виникненням вершництва починається використання коня не лише у господарстві, а й під час набігів. На території Полтавщини активно відбувалися міграційні процеси: в різний час проживало населення ямної, катакомбної, багатоваликової кераміки, зрубної, сабатинівської, білозерської, бондарихинської археологічних культур. У період XVI-Х ст. до н. е. відбувається наступна хвиля зростання чисельності населення та збільшення кількості постійних поселень.
В епоху раннього заліза (VIII-IV ст. до н. е.) одним із занять місцевого населення було добування заліза з місцевих болотних та лучних руд. Розвивалося орне землеробство (із допомогою дерев'яного рала і примітивного плуга). Вирощували м'яку й карликову пшеницю, полбу, ячмінь, жито, просо, овес, льон, коноплі. Було поширене придомне скотарство. І далі зменшувалася площа лісів.
В цю епоху на території Полтавщини проживали фінно-угорські племена пізньобондарихинської, іранської пізньозрубної та праслов'янської чорноліської культури, з другої половини VII ст. до н. е. поширюється вплив кочових скіфів. Населення північної та центральної Полтавщини споруджувало укріплені поселення, найбільшим серед яких було Більське городище, чисельність жителів якого у період V ст. до н. е. коливалася від 12 до 30 тис. осіб.

### Наша ера
Із занепадом скіфської культури, відбувається поступове скорочення чисельності населення краю, а на початку нашої ери по території Полтавщини розселяються стародавні слов'янські племена.
В І-III ст. з північної Європи на територію середнього Подніпров'я та Полтавщини переселяються германські племена готів, які витіснили аланське населення. Певний час край населяли різноетнічні племена черняхівської культури. Наприкінці IV ст. території сучасної Полтавщини досягло Велике переселення народів, спричинене вторгнення у 375 р. монголоїдних кочових племен гунів.
У V-VII ст. у долинах Сули, Псла, Ворскли та їх приток утверджуються слов'янські племена. Подальші міграційні та суспільно-політичні процеси, які відбувалися у Східній Європі, призвели до спільного проживання на території краю осілих слов'ян (сіверяни освоїли долини річок; поляни — північний захід території) та кочових племен.

### Раннє середновіччя
У ранньому середньовіччі відбувається вдосконалення залізних знарядь праці. Поширене орне землеробство (озиме жито, пшениця, ярий ячмінь, овес, просо, гречка) у поєднанні із скотарством, мисливством, бортництвом. Часто землеробський уклад населення переривався вторгненням із степу войовничих кочівників. На основі укріплених поселень, що існували тут раніше, уже в києво-руський час була створена система укріплень від нападів кочівників, до якої увійшли важливі укріплені поселення на Пслі та Ворсклі, споруджені за ініціативою князя Святослава вали, з якими пов'язане виникнення і нових поселень. У другій половині XI ст. під впливом половецької орди у поселеннях на Ворсклі та Пслі чисельність населення значно зменшується, наприкінці століття зруйновані й поселення на Сулі. Мережа поселень відновилась на початку XII ст., а після перемоги над половцями у 1184 р. на високих правих берегах Псла та Ворскли виникає ряд городищ (одне з найбільших — Лтава на Ворсклі) і поселень, між ними існували неукріплені селища; також існував великий міський центр — місто Воїнь у гирлі Сули. На початку XIII ст. слов'яно-руське населення розселяється у долині Орелі, однак остаточному заселенню давньоруським населенням території усієї Полтавщини перешкодила монголо-татарська навала.
У XIV ст. серед найбільших поселень регіону були Сніпорід, Горошин, Ромен, Городище, Нічан, Омельник та інші. Після битви на Ворсклі 1399 р. майже всі населені пункти на території Полтавщини були знищені. Заселення краю почалося за рахунок будівництва нових укріплень (Глинське, Сніпород, Говтвянське, Прилук, Кременчук). Внаслідок спустошливих набігів кримських татар населення Полтавщини було практично знищене, територія регіону знелюднюється та опиняється на межі з т. зв. «Диким полем».

### Козаччина
З кінця XV ст. збільшення чисельності населення на Правобережжі впливає на поступове заселення нинішньої Полтавщини. З'явилися нові поселення — Кишенька, Переволочна, Келеберда, а також відновлювалися старі поселення. На території краю розселяються нащадки місцевого населення, а також переселенці з Київщини, Брацлавщини та Поділля. Переважаючим типом розселення населення українців литовсько-польської доби на Полтавщині стає село із середньою кількістю мешканців від 60 до 120 осіб.
Ще швидшими темпи заселення Полтавщини відбувалося в першій половині XVII ст. (теж із західних регіонів України). В цей час в межах її території нараховувалося близько 300 населених пунктів, з яких 48 були укріпленими. Найбільшу густоту населення мали північні та північно-західні регіони Полтавщини, зокрема долина Сули. Лубенська держава Я. Вишневецького станом на 1647 р. мала чисельність населення близько 140 тис. осіб. Чисельність населення Полтавщини на початку XVIII ст. становила близько 600 тис. осіб. Демографічні процеси на Полтавщині протягом XVII-XVIII ст. характеризувалися традиційним типом відтворення населення (високий рівень народжуваності та високий рівень смертності). Порівняно з іншими регіонами Гетьманщини Полтавщина була густозаселеною, але розміщувалося населення вкрай нерівномірно. На цей час припадає й завершення процесу формування етнічного складу населення регіону, яке майже виключно було українським. У XVII-XVIII ст. інтенсивно вирубуються ліси (для виробництва дьогтю, селітри, роботи винокурень). Провідною галуззю є землеробство, феодальне господарювання. Поступово розорюють степи, для роботи водяних млинів загачують річки.

### Полтавська губернія

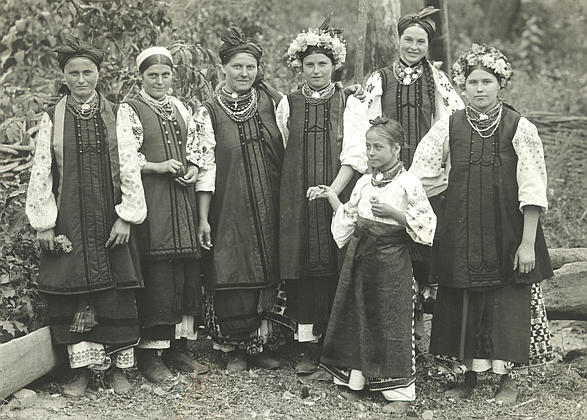
Дівчата й одружені жінки Полтавської губернії у святковому вбранні. Кінець XIX — початок XX ст.

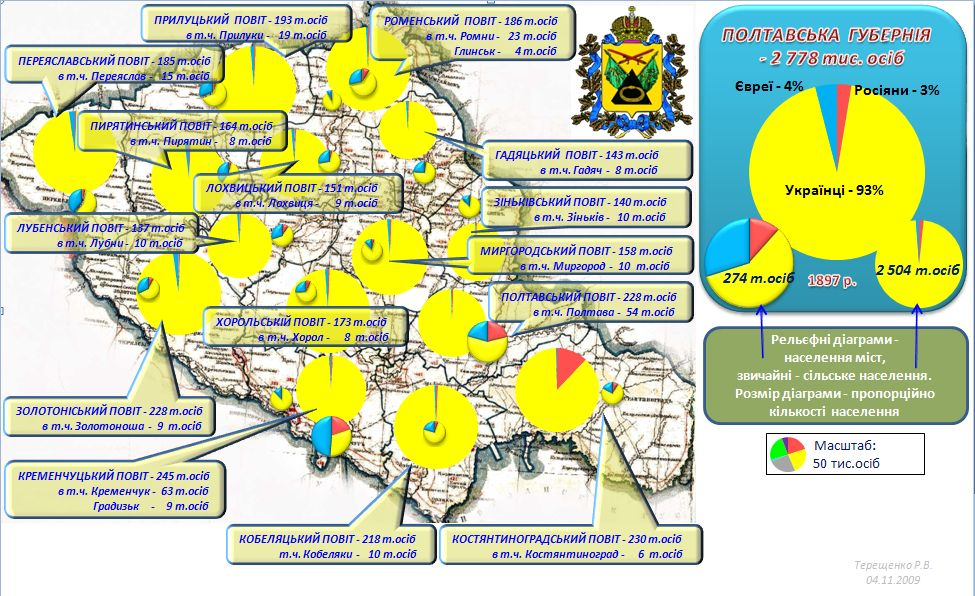

На час утворення Полтавської губернії у 1802 р. в ній проживало 1,343 млн жителів. Станом на 1860 р. чисельність населення губернії становила 1,863 млн осіб, а після відміни кріпосного права та реформи на селі, кількість населення Полтавщини зростає швидкими темпами. Наприклад, тільки у Полтавському повіті чисельність населення за тридцять років (1866–1897 рр.) зросла на 68 %. За даними перепису населення у 1897 р. у Полтавській губернії проживало 2,778 млн осіб, у тому числі міського населення — 274 тис. осіб. У 1869 р. орні землі становили 72,5 % площі губернії. Практикувалась трипільна система землеробства. Найбільше вирощували жито, яру пшеницю, ячмінь, овес, гречку.
Унаслідок різкого зростання чисельності населення (демографічного вибуху) в кінці XIX ст. виникла відносно аграрна перенаселеність краю. Після реформи 1861 р. стан ґрунтів суттєво погіршився (через ерозію, пилові бурі тощо). Це викликало часті неврожаї, ряд голодних років.
Друга половина XIX — початок XX ст. позначилися масовими міграціями населення. До 1897 р. з губернії виселилось понад 443 тис., або 16 % усього населення. Найбільше вихідців з Полтавщини було на Кубані — 77 тис., Катеринославщині — 47 тис., Ставропіллі — 35 тис., Таврії — 33 тис., Томській губернії — 37 тис. осіб. Лише з 1897 по 1914 рр. з Полтавської губернії переселилось за Урал понад 360 тис. чол., що становило 22 % всіх переселенців з України. Міграції населення на початку XX ст. були зумовлені не лише переселенням сімей у зв'язку з отриманням нових земельних ділянок, але й переїздом робочої сили до міських поселень, економічна діяльність яких активізувалася. За період з 1906 по 1911 рр. в середньому за рік з Полтавщини переселялося понад 5 тис. сімей, або понад 38 тис. осіб. Основними районами міграцій були південь Західного Сибіру, а також українські землі в межах Таврії, Херсонщини, Катеринославщини, Курщини та Кубані, а за кількістю переселенців Полтавщина займала перше місце серед губерній Європейської Росії. У період здійснення столипінської аграрної реформи (1907–1913) внаслідок виділення окремих земельних наділів, у структурі розселення населення Полтавщини збільшилась кількість хуторів, які зміцнилися економічно та розвивалися як самостійні господарські одиниці.

### Радянський період
На початок 1917 р. у Полтавській губернії проживало 3,75 млн осіб. Протягом 1920-х рр. у зв'язку з рядом адміністративних реформ та відсутності об'єктивних статистичних даних, говорити про населення Полтавщини досить складно.
17 грудня 1926 р. — на час перепису на території, що потім увійшла до складу Полтавської області, проживало 2 644 051 чол.
Чисельність населення краю значно скоротилася під час голоду 1921 р., а також в результаті геноциду 1932–1933 рр.
За даними Всесоюзного перепису 1939 р. в області нараховувалося 2 263 159 жителів. Отже, порівняно з переписом 1926 р., у 1939 р. кількість населення Полтавщини зменшилася на 380 892 чол. Це стало наслідком виселення маси трудівників села у північні та східні регіони СРСР у зв'язку з розкуркуленням заможних селян, а нерідко й середняків, репресій 20-30-х рр. XX ст. і особливо жахливого голодомору 1932–1933 рр..
У 1939 р. чисельність населення області становила 1,89 млн осіб, з яких частка міського населення Полтавської області становила 19 %, а в 1959 р. із 1,62 млн, і лише 30 % відповідно. Проте, станом на 1942 р. Полтава була єдиним обласним центром в межах України де переважали (72 %) українці.
На 1 січня 1941 р. в області проживало 1 896 383 чол., із них сільського населення 81,4 %, міського — 18,6 %. Абсолютну більшість жителів становили українці — понад 90 %, решта — росіяни, євреї, поляки, білоруси, болгари, грузини, молдовани, німці, чехи, цигани та ін.
Під час війни загинуло 186 тис. полтавців.. Називають і інші цифри: так, у виданнях до 90-х років XX ст. включно зазначено, що під час окупації області німецькі фашисти знищили 221 895 чол. (із них 115 тис. військовополонених), зокрема у Полтаві — 20 237, у Кременчуці — 97 000, Лубнах — 19 500, Хоролі — 9 300, Золотоноші — 12 750 осіб, вивезли на примусові роботи до Німеччини понад 156 тис. громадян. Але тут вказано цифри із тими районами, які пізніше відійшли від Полтавської області, деякі дані уточнені пізніше.
Станом на 1956 р. у Полтавській області нараховувалося 1 600 тис. чол. населення, 97 % якого становили українці. Густота була 57 чол. на 1 км². У Полтаві на той час проживало 129 тис. чол., у Кременчуці — 77 тис., у Лубнах — 27,7 тис.
Протягом першої половини XX століття — і до 1970-х рр. територія Полтавської області належала до густозаселених регіонів УРСР. Станом на 1959 рік в ній проживало 1,630 млн жителів, тобто густота населення становила майже 57 ос./км². До того часу зберігалося нерівномірне розселення населення краю. Найбільш заселеними були центральні та північно-західні райони області, де густота населення була більша за середню по області. Рідко заселеними були південно-західні та придніпровські райони, в яких густота населення становила до 42 осіб на 1 км². Отже, густота населення Полтавщини у 1950-1970-х рр. зростала з півдня і заходу на північ і північний схід.
На 1 січня 1968 р. кількість населення Полтавської області становила 1681,7 тис. чол.. Густота — 58,4 чол./км². У містах проживало 620,8 тис. чол., у селах — 1 060,8 тис. чол. Українців — 93,8 %, решта — інші національності. Область поділялася на 25 районів. У її межах було 12 міст (2 обласного підпорядкування та 10 районного), 18 селищ міського типу, 3 робітничі селища та 2 224 сільські населених пункти, підпорядковані 18 селищним і 378 сільським радам депутатів трудящих.
Характерною рисою розселення населення залишалася різноманітність типів поселень, велика кількість традиційних форм — хуторів. Попри те, що за роки радянської влади та політики щодо українського села їх кількість значно скоротилася, проте ще й протягом другої половини XX ст. вони становили значну частину населених пунктів області. У найстаріших центрах поселень, у північно-західних і центральних районах, переважали великі села, які виникли ще в XVI-XVII ст.і зосереджені переважно в долинах річок. Оскільки заселення регіону відбувалося з півночі на південь, то села розміщені у південній степовій частині виникли значно пізніше і відрізняються своїм плануванням.
З другої чверті XX століття бурхливо розвивається промисловість. На структуру населення Полтавщини у другій половині XX ст. вплинули загальнодержавна програма освоєння цілинних земель, програма соціально-економічного розвитку села та будівництво Кременчуцького водосховища, з якими пов'язані обширні міграції. У зв'язку з укрупненням сільських поселень і переселенням до них хутірських садиб на Полтавщині було виділено категорію т. зв. «неперспективних» малих сільських поселень, що призвело до зменшення кількості хутірських та мало-сільських поселень. Водночас у 1979–1989 рр. відбулося механічне зростання чисельності сільського населення в приміських зонах, переселення населення з так званих «неперспективних» поселень.
За Всесоюзним переписом 1989 р. всього населення в області нараховувалося 1 753 030 чол., зокрема чоловіків — 789 285, жінок — 963 745. З віддаленням від війни 1941–1945 рр. кількість чоловіків повільно збільшувалася. У 1959 р. їх частка серед населення області становила 42,1 %, в 1979 р. — 44 %, в 1989 р. — 45 %, у 1996 році — 45,5 %.

### За часів незалежності України
На початок 1991 р. в Полтавській області мешкало 1,756 млн осіб. Починаючи з кінця 1980-х рр. природний приріст населення Полтавщини стає від'ємним. Демографічні процеси на Полтавщині початку 1990-х рр. характеризувалися зменшенням чисельності сільського населення (в середньому на 1 % за рік), збільшенням частки людей похилого віку (13,9 % від загальної чисельності у 1989 р.). На початок 1990-х рр. Полтавська область мала помірну густоту населення (60,9 чол. на 1 км².), займаючи за цим показником 16 місце серед областей України. Найбільшу густоту населення мав Полтавський район (56), а найменшу — Глобинський та Чорнухинський (27 чол. на 1 км².). Однією з проблем географії населення та розселення Полтавщини 1990-х рр. стало зникнення цілого ряду сільських населених пунктів, які були традиційними формами розселення населення краю. Станом на 1991 р. в Полтавській області було зареєстровано 1910 населених пунктів. В цілому ж демографічні процеси, що відбувалися на Полтавщині протягом 1990-х рр. були характерними для більшості регіонів України.
На 1 січня 1996 р. у Полтавській області проживало 790 041 (45,5 %) чоловіків і 944 747 (54,5 %) жінок. Останніх нараховувалося на 154,7 тис. осіб більше, ніж чоловіків. Того року на 1000 жінок припадало 845 чоловіків. Перепис 1989 року показав, що на території області проживали представники понад 75 національностей. З усього населення українці становили 1 536 630 чол. (87,6 %), росіяни — 176 965, білоруси — 9 537, євреї — 6 668, молдовани — 2 737, поляки — 1 075, татари — 1 111, цигани — 982, вірмени — 1 314, німці — 698, болгари — 359, азербайджанці — 1 203, угорці — 440, мордвини — 492, чуваші — 400, грузини — 602, узбеки — 1 394, казахи — 336, литовці — 237, латиші — 157, удмурти — 204, башкири — 152, греки — 232, корейці — 120, інші національності і народності — 6 943.
За попередніми підсумками Всеукраїнського перепису населення 2001 р. всього по Полтавській області нараховувалося 1 630,1 тис. мешканців, зокрема міського населення — 956,7 тис. чол. (58,7 %), сільського — 673,4 тис. чол. (41,3 %), чоловіків — 747,4 тис. осіб (45,9 %), жінок — 882,6 тис. (54,1 %). Жінок на 1000 чоловіків припадало 1181. У п'яти містах області населення становило:
- Полтава всього 318 тис., із них чоловіків — 147,4 тис., жінок — 170,6 тис.
- Кременчук населення 234 тис., у тому числі чоловіків — 108,1 тис., жінок — 125,9 тис.
- Горішні Плавні із населеними пунктами, підпорядкованими міськраді, — 54,3 тис. чол., у тому числі міського 51,7 тис., сільського — 2,6 тис., чоловіків — 25,4 тис., жінок — 28,9 тис.
- Лубни 52,6 тис. населення, із них чоловіків — 23,9 тис., жінок — 28,7 тис.
- Миргород — 42,9 тис. жителів, із них чоловіків — 19,9 тис., жінок — 23 тис. осіб.

2007: На 1 червня 2007 р. чисельність наявного населення в області становила 1533,6 тис. осіб. Упродовж січня-травня 2007 р. кількість жителів на теренах області зменшилася на 6,9 тис. осіб, або на 10,9 особи на 1000 чол. населення.

## Чисельність населення
Історична динаміка чисельності населення області (у сучасних кордонах)
| рік  | населення | місце серед регіонів |
| ---- | --------- | -------------------- |
| 1926 | 2 199 000 |                      |
| 1939 | 1 890 000 | 7                    |
| 1959 | 1 637 130 | 9                    |
| 1970 | 1 706 217 | 10                   |
| 1979 | 1 741 357 | 12                   |
| 1989 | 1 753 030 | 12                   |
| 2001 | 1 630 092 | 12                   |
| 2014 | 1 458 205 | 12                   |

## Національний склад
Історична динаміка національного складу області за даними переписів населення, %
|          | 1939 | 1959 | 1970 | 1989 | 2001 |
| -------- | ---- | ---- | ---- | ---- | ---- |
| українці | 91,6 | 93,4 | 91,3 | 87,9 | 91,4 |
| росіяни  | 5,0  | 5,1  | 7,2  | 10,2 | 7,2  |
| інші     | 3,4  | 1,5  | 1,5  | 1,9  | 1,4  |

Національний склад населення Полтавської області станом на 2001 рік
| №  | Національність | Кількість осіб | Відсоток до загальної кількості |
| -- | -------------- | -------------- | ------------------------------- |
| 1  | Українці       | 1 481 167      | 91,36%                          |
| 2  | Росіяни        | 117 071        | 7,22%                           |
| 3  | Білоруси       | 6 309          | 0,39%                           |
| 4  | Вірмени        | 2 678          | 0,17%                           |
| 5  | Молдовани      | 2 562          | 0,16%                           |
| 6  | Євреї          | 1 843          | 0,11%                           |
| 7  | Азербайджанці  | 1 203          | 0,07%                           |
| 8  | Цигани         | 956            | 0,06%                           |
| 9  | Татари         | 819            | 0,05%                           |
| 10 | Поляки         | 813            | 0,05%                           |
| 11 | Інші           | 5 786          | 0,36%                           |
|    | Разом          | 1 621 207      | 100%                            |

За 1989–2001 р.р. чисельність українців зменшилась на 56,6 тис. осіб (3,7%), але частка їх в загальній чисельності населення області за даними перепису населення 2001 року збільшилась на 3,5%. Зменшення питомої ваги корінної нації, пов'язане зі значним спадом природного приросту населення в сільській місцевості, малих містах та селищах міського типу, де переважно живуть українці. Географічні особливості розселення не українців склалися історично. Частка представників інших національностей в населенні Полтавської області становить 8,6%.
Другою за величиною національною групою в населенні Полтавської області є росіяни. Їх чисельність зменшилася в порівнянні з переписом населення 1989 року на 61,9 тис. осіб, а питома вага у загальній чисельності населення також знизилась з 10,2% до 7,2% (2001 р.). Більшість росіян проживає в Кременчуцькому, Полтавському, Лубенському, Миргородському, Кобеляцькому та Гадяцькому районах. Найменше росіян мешкає в Чорнухинському, Котелевському та Оржицькому районах.
Кількість білорусів, третьої за чисельністю національності в області, в порівнянні за даними перепису населення 1989 року зменшилось на 3,2 тис. осіб. Питома вага білорусів у загальній чисельності населення також знизилась з 0,6% до 0,4%. З 6,3 тис. білорусів, 4,2 тис. осіб проживає у містах. Білоруси живуть переважно в Кременчуцькому, Полтавському, Карлівському, Глобинському та Миргородському районах.
Питома вага представників інших національностей за даними перепису 2001 року склала лише 1,12%. До цієї групи належать вірмени, молдовани, азербайджанці, поляки, цигани, грузини та інші. Населення різних національностей по території Полтавської області розселене рівномірно, причому українці переважають в усіх адміністративних районах. За питомою вагою корінної нації та мозаїчністю етнічних меншин Полтавська область належить до Північно-Центрального етногеографічного регіону.

## Мовний склад населення
Переважна більшість населення області, за даними всеукраїнського перепису 2001 року, вважає рідною мовою мову своєї національності. Українську мову вважали рідною 90,0% населення області, що на 4,1 відсоткового пункту більше, ніж за даними перепису 1989 року. Російську мову визначили як рідну 9,5% населення, порівняно з минулим переписом населення цей показник знизився на 3,7 відсоткового пункту. Частка інших мов, які були вказані як рідні, за міжпереписний період зменшилася на 0,4 відсоткового пункту і становила 0,5 відсотка.
Серед малочисельних національностей, що проживають в області, найпоширенішою рідною мовою є українська або російська.
Так більшість поляків (66%), чехів (59%), румунів (38%), угорців (36%) вважають рідною мовою українську мову, а переважна більшість євреїв, татар, узбеків, німців, греків, чувашів, білорусів — російську.
Рідна мова населення області за результатами переписів, %
|            | 1959 | 1970 | 1989 | 2001 |
| ---------- | ---- | ---- | ---- | ---- |
| українська | 92,1 | 90,3 | 85,9 | 90,0 |
| російська  | 7,2  | 9,1  | 13,2 | 9,5  |
| інша       | 0,7  | 0,6  | 0,9  | 0,5  |

Українською, як другою мовою, в області вільно володіє 88,2 тис. осіб, а з урахуванням осіб, для котрих вона є рідною, кількість осіб, які вільно володіють українською мовою становить 1526,7 тис., або 94,1% всього населення. Російською мовою володіє 953,7 тис. осіб, або 59,0% всього населення.
Рідна мова населення Полтавської області за переписом 2001 р.
|                            | українська | російська | білоруська | вірменська | молдовська |
| -------------------------- | ---------- | --------- | ---------- | ---------- | ---------- |
| ПОЛТАВСЬКА ОБЛАСТЬ         | 90,0       | 9,5       | 0,1        | 0,1        | 0,1        |
| м. ПОЛТАВА                 | 85,4       | 14,1      | 0,1        | 0,1        |            |
| Горішні Плавні (міськрада) | 73,2       | 26,3      | 0,2        | 0,1        | 0,1        |
| м. КРЕМЕНЧУК               | 75,5       | 23,9      | 0,1        | 0,1        |            |
| м. ЛУБНИ                   | 91,1       | 8,6       | 0,1        |            |            |
| м. МИРГОРОД                | 88,3       | 11,3      | 0,1        | 0,1        |            |
| ВЕЛИКОБАГАЧАНСЬКИЙ РАЙОН   | 96,7       | 2,8       | 0,1        | 0,1        | 0,2        |
| ГАДЯЦЬКИЙ РАЙОН            | 96,9       | 2,8       | 0,1        | 0,1        | 0,1        |
| ГЛОБИНСЬКИЙ РАЙОН          | 95,9       | 3,4       | 0,2        | 0,2        | 0,2        |
| ГРЕБІНКІВСЬКИЙ РАЙОН       | 95,8       | 3,6       | 0,1        | 0,1        | 0,1        |
| ДИКАНСЬКИЙ РАЙОН           | 95,3       | 3,9       | 0,1        | 0,2        | 0,1        |
| ЗІНЬКІВСЬКИЙ РАЙОН         | 97,0       | 2,3       | 0,1        |            | 0,2        |
| КАРЛІВСЬКИЙ РАЙОН          | 95,9       | 3,4       | 0,3        | 0,1        | 0,1        |
| КОБЕЛЯЦЬКИЙ РАЙОН          | 96,0       | 3,3       | 0,1        | 0,1        | 0,1        |
| КОЗЕЛЬЩИНСЬКИЙ РАЙОН       | 96,0       | 3,4       | 0,1        | 0,1        | 0,2        |
| КОТЕЛЕВСЬКИЙ РАЙОН         | 97,2       | 2,4       | 0,1        | 0,1        |            |
| КРЕМЕНЧУЦЬКИЙ РАЙОН        | 93,8       | 5,6       | 0,2        | 0,1        | 0,1        |
| ЛОХВИЦЬКИЙ РАЙОН           | 96,9       | 2,7       | 0,1        | 0,1        | 0,1        |
| ЛУБЕНСЬКИЙ РАЙОН           | 97,5       | 2,1       | 0,2        |            | 0,1        |
| МАШІВСЬКИЙ РАЙОН           | 95,4       | 3,9       | 0,2        | 0,1        | 0,2        |
| МИРГОРОДСЬКИЙ РАЙОН        | 97,5       | 2,3       | 0,1        | 0,1        |            |
| НОВОСАНЖАРСЬКИЙ РАЙОН      | 95,9       | 3,4       | 0,1        | 0,1        | 0,2        |
| ОРЖИЦЬКИЙ РАЙОН            | 97,5       | 2,1       | 0,1        | 0,1        | 0,2        |
| ПИРЯТИНСЬКИЙ РАЙОН         | 94,8       | 4,8       | 0,1        | 0,1        | 0,1        |
| ПОЛТАВСЬКИЙ РАЙОН          | 93,8       | 5,7       | 0,1        | 0,1        | 0,1        |
| РЕШЕТИЛІВСЬКИЙ РАЙОН       | 96,4       | 2,7       | 0,1        | 0,1        | 0,5        |
| СЕМЕНІВСЬКИЙ РАЙОН         | 97,3       | 2,2       | 0,1        | 0,2        | 0,1        |
| ХОРОЛЬСЬКИЙ РАЙОН          | 97,3       | 2,5       | 0,1        | 0,1        | 0,1        |
| ЧОРНУХИНСЬКИЙ РАЙОН        | 97,9       | 1,9       |            |            | 0,1        |
| ЧУТІВСЬКИЙ РАЙОН           | 95,2       | 4,0       | 0,2        | 0,2        | 0,3        |
| ШИШАЦЬКИЙ РАЙОН            | 96,7       | 2,5       | 0,1        | 0,1        | 0,1        |

### Вільне володіння мовами
За даними Всеукраїнського перепису населення 2001 року, 97,85% мешканців Полтавської області вказали вільне володіння українською мовою, а 62,58% - російською мовою. 99,07% мешканців Полтавської області вказали вільне володіння мовою своєї національності.
Вільне володіння мовами найбільш чисельних національностей Полтавської області за даними перепису населення 2001 р.
|               | своєї національності | українська | російська |
| ------------- | -------------------- | ---------- | --------- |
| Українці      | 99,66%               |            | 59,69%    |
| Росіяни       | 97,72%               | 77,31%     |           |
| Білоруси      | 44,63%               | 80,12%     | 76,89%    |
| Вірмени       | 72,85%               | 68,26%     | 78,60%    |
| Молдовани     | 68,03%               | 86,89%     | 57,18%    |
| Євреї         | 8,36%                | 90,34%     | 93,43%    |
| Азербайджанці | 75,48%               | 62,68%     | 76,64%    |
| Цигани        | 73,54%               | 89,64%     | 37,34%    |

## Демографічна ситуація

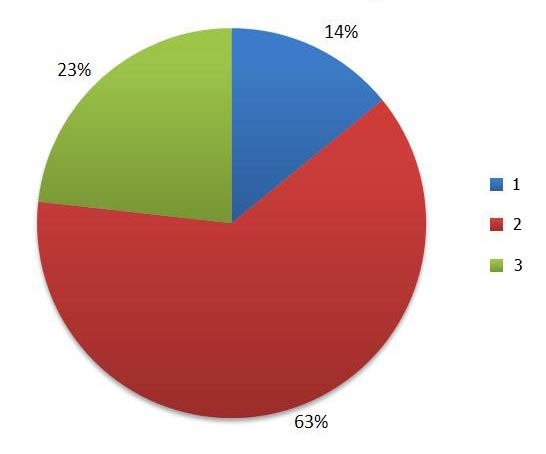
Діаграма розподілу населення Полтавської області за віковими групами (2012 рік):
(1) 0—15 років
(2) 16—59 років
(3) 60 і більше років

Сучасна демографічна ситуація в Полтавській області, як і в цілому в Україні, склалася під впливом історичного розвитку території, природного та механічного руху населення.
Характеризуючи демографічну ситуацію Полтавської області необхідно зазначити, що чисельність наявного населення області постійно зменшується: 1989 — 1754,2; 2001 — 1652,2; 2007 — 1540,5 тис. осіб. Нині у Полтавській області проживає 3,3 % населення України. За кількістю населення Полтавщина займає 12 місце в Україні.
Показники народжуваності, смертності та природного приросту у 1950–2014 рр.
| коефіцієнт (на 1000 осіб) | 1950 | 1960 | 1970 | 1990 | 2000  | 2010 | 2014 |
| ------------------------- | ---- | ---- | ---- | ---- | ----- | ---- | ---- |
| народжуваності            | 18,6 | 16,3 | 13,1 | 11,8 | 7,0   | 9,5  | 10,0 |
| смертності                | 7,3  | 7,5  | 10,3 | 14,3 | 17,9  | 17,5 | 17,1 |
| природного приросту       | 11,3 | 8,8  | 2,8  | -2,5 | -10,9 | -8,0 | -7,1 |

Демографічна ситуація в Полтавській області характеризується як кризова. Спостерігається певне зростання смертності на фоні дуже низького показника народжуваності. У 2006 році жителі пенсійного віку становили 32,0 % населення області, діти і підлітки — лише 14,6 %. Населення працездатного віку — 59,0 %. Кількість осіб, які одержували пенсію у 2007 році, становила 493,3 тис. осіб, з них за віком 381,9 тис. осіб, за інвалідністю 52,5 тис. осіб, у разі втрати годувальника — 26,6 тис. осіб, за вислугу років 24,8 тис. осіб. У статевій структурі населення переважають жінки — 53,98 % (2007 рік). Чоловіки становлять 46,02 % жителів області.
Депопуляція супроводжується істотним погіршенням стану здоров'я, зниженням середньої очікуваності тривалості життя населення. Основними причинами, які зумовлюють природне скорочення населення Полтавської області є:
- соціально-економічні, що проявляються в низькому рівні доходів населення у поєднанні з європейськими стандартами життя та утримання дитини;
- екологічні, що проявляються через високий рівень захворюваності населення в результаті забруднення навколишнього середовища різними видами шкідливих речовин;
- культурно-ментальні, що проявляються в дотриманні певної тенденції щодо кількості народження дітей, віку вступу до шлюбу, зайнятості жінок тощо.

## Працересурсний потенціал
Полтавська область володіє працересурсним потенціалом з достатньо високим рівнем освіти та професійно-кваліфікаційного складу, хоч демографічна ситуація не сприяє його нарощуванню. Попри особливості структури, працересурсний потенціал здатний забезпечити реформування господарства області.
Найбільшим попитом на ринку праці в 2007 році користувалися кваліфіковані робітники з інструментом (1360 осіб), а також оператори та складальники устаткування та машин (1034 особи). Найменшим же попитом користування технічні службовці (131 особа) та кваліфіковані робітники сільського й лісового господарства (76 осіб).
До державної служби зайнятості у 2007 році за допомогою у працевлаштуванні звернулося 37,8 тис. осіб. В тіньовому секторі економіки, за неофіційними оцінками, працює близько 20 % працездатного населення області, що нижче, ніж у середньому по Україні.
Гострою проблемою є працевлаштування випускників, осіб, звільнених з місць позбавлення волі та лікувально-трудових профілакторіїв. З метою вирішення проблем зайнятості молоді в Полтавській області організовано підготовку та перепідготовку незайнятого населення. У 2006 році новим професіям навчалися 11234 особи, а 39132 особи підвищували свою кваліфікацію.

## Структура зайнятості населення
На території Полтавської області, як і в цілому в Україні на сьогодні гостро стоїть проблема раціонального використання робочої сили, її правильний розподіл між галузями господарства і окремими районами, ліквідація безробіття тощо.
Кількість економічно активного населення Полтавщини в 2006 році становила 744,9 тис. осіб (48,3 % від загальної чисельності населення), з яких 350,7 тисяч — жінки та 394,2 тисяч — чоловіки. Більша частина економічно активного населення (61,2 %) проживає у міських поселеннях.
Щодо зайнятості населення, то у 2006 році в господарстві Полтавської області було зайнято 692,7 тис. осіб (44,5 % від загальної чисельності населення), у тому числі у сільському, лісовому господарстві та мисливстві 76,4 тис. осіб (15,2 %), промисловості 140,1 тис. осіб (27,9 %), будівництві 25,0 тис. осіб (5,0 %), транспорті і зв'язку 36,2 тис. осіб (7,2 %). В той же час слід зазначити, що середньорічна кількість найманих працівників у Полтавській області з 1990 року (824 тис. осіб) постійно зменшується (2006 рік — 414 тис. осіб). Серед районів області найменша середньорічна кількість найманих працівників спостерігається в Чорнухинському (2 тис. осіб), Кобеляцькому (4 тис. осіб), Котелевському (4 тис. осіб), Машівському (4 тис. осіб) та Чутівському (4 тис. осіб).
Більшість найманих працівників зайнято в переробній промисловості (92 тис. осіб), тоді як в добувній промисловості зайнято лише 19 тис. осіб.
На сьогодні дуже актуальною є необхідність постійного підвищення якості робочої сили. Високий освітній рівень та загальна культура, глибока професійна підготовка, творче ставлення до праці стає обов'язковою умовою високопродуктивної праці. Зростає кількість працюючих з вищою освітою (50,6 % зайнятих), причому найвищий освітній рівень мають штатні працівники державного управління (83,7 %) та фінансової діяльності (82,8 %). В той же час найнижчий освітній рівень мають штатні працівники сільського, лісового господарства та мисливства (24,0 %).
На рівень працересурсного потенціалу має вплив статево-вікова структура населення.
Так, є галузі господарства, де переважає чоловіча праця — добувна промисловість, лісове господарство, будівництво. Але у деяких галузях промисловості, сільському господарстві, освітній галузі, медицині, сфері обслуговування переважає жіноча праця.
Найвищий рівень зайнятості населення в Полтавській області характерний для вікової групи 35-55 років (понад 56 %) та 15-34 роки (30,3 %), причому рівень зайнятості у чоловіків (52,1 %) дещо вищий, ніж у жінок (47,9 %).
Високою є питома вага зайнятості у промисловому виробництві міст Полтава, Кременчук та Горішні Плавні. Аналіз свідчить, що в той же час в інших міських поселеннях склалася висока частка зайнятих у харчовій та легкій промисловості, а також у промисловому обслуговуванні сільськогосподарського виробництва.

## Розселення населення
Система розселення Полтавської області представлена поселеннями різної людності. На 1 січня 2007 року в межах області налічувалось 15 міст, 21 селище міського типу та 1826 сільських населених пунктів. У системі розселення Полтавщини зменшується кількість сільських населених пунктів. За переписом населення 1989 року їх було 1874, тепер — 1826, через втрату населення було ліквідовано 48 сіл і хуторів. На систему розселення Полтавської області найбільше вплинули фактори транспортно-географічного положення та функціональної структури поселень. Полтавська область входить до складу Північно-Східної міжобласної системи розселення. Структура сільського розселення Полтавщини має значні територіальні відмінності, що зумовлені природно-географічними умовами, історичними особливостями заселення території, розміщенням та спеціалізацією сільськогосподарського виробництва. Щільність сільських поселень — 6,4 одиниць на 1000 км² (по 1.01.2007 р.), причому найбільша кількість зосереджена в Полтавському (148 сіл), Зіньківському (113), Кобеляцькому (99), Миргородському (98) та Гадяцькому (94 районах). Найменше сільських поселень в Карлівському (36), Котелевському (38), Машівському (39), Чорнухинському (40) та Пирятинському (42) районах.
Питома вага міського населення 60,1 %, а середня щільність населення становить 53 чол./км². В той же час 4 регіони області мають вищі показники питомої ваги міського населення: Кременчуцький (86,2 %), Полтавський (82,1 %), Котелевський (60,7 %), Миргородський (60,2 %).
Наукову та науково-виробничу функції в області виконують переважно Полтава і Кременчук. У 2006 році в Полтавській області діяло 17 вищих навчальних закладів І-ІІ рівнів акредитації, 8 вищих навчальних закладів III-IV рівнів акредитації, та 44 професійно-технічні навчальні заклади.
За чисельністю населення найбільшим містом області є Полтава. На 1.01.2007 року в ньому проживало 306,2 тис. осіб (19,98 % населення області). Друге за чисельністю — м. Кременчук з населенням 230,1 тис. осіб (15 % населення області). З 1926 по 2007 роки чисельність населення в м. Полтаві збільшилась в 3,5 раза, а в Кременчуці в 4,1 раза. Темпи приросту населення в Кременчуці та Полтаві значно вищі від загальнообласних, однак, починаючи з 1995 року в них спостерігається зменшення кількості населення за рахунок зменшення природного приросту населення.
Кількість сільського населення Полтавської області постійно скорочується, насамперед за рахунок зниження природного приросту, а також це пов'язано із міграцією сільських жителів, переважно молоді, у міста.

## Місце народження
За переписом 2001 року 91,6% населення Полтавської області народилися на території України (УРСР), 8,4% населення — на території інших держав (зокрема 6,0% — на території Росії). 77,8% населення народилися на території Полтавської області, 13,8% — у інших регіонах України.
Питома вага уродженців різних регіонів України у населенні Полтавської області за переписом 2001 року:
| уродженців області | кількість | частка у населенні |
| Полтавської        | 1260514   | 77,8               |
| Харківської        | 22309     | 1,4                |
| Сумської           | 18497     | 1,1                |
| Кіровоградської    | 18176     | 1,1                |
| Донецької          | 16991     | 1,0                |
| Дніпропетровської  | 16328     | 1,0                |
| Черкаської         | 13207     | 0,8                |
| Чернігівської      | 12564     | 0,8                |
| Житомирської       | 12187     | 0,8                |
| Київської          | 10755     | 0,7                |
| Луганської         | 10049     | 0,6                |
| Закарпатської      | 8277      | 0,5                |
| Рівненської        | 8152      | 0,5                |
| Вінницької         | 7570      | 0,5                |
| Львівської         | 6572      | 0,4                |
| Хмельницької       | 6028      | 0,4                |
| АР Крим            | 5137      | 0,3                |
| Одеської           | 5056      | 0,3                |
| Запорізької        | 4343      | 0,3                |
| м. Києва           | 4059      | 0,3                |
| Миколаївської      | 3704      | 0,2                |
| Івано-Франківської | 3566      | 0,2                |
| Волинської         | 3109      | 0,2                |
| Херсонської        | 2958      | 0,2                |
| Тернопільської     | 2520      | 0,2                |
| Чернівецької       | 1486      | 0,1                |
| Севастополя        | 329       | 0,0                |

## Зайнятість населення
Сфери зайнятості населення області за переписом 2001 року
| сфера діяльності                                                                 | кількість зайнятих | частка |
| -------------------------------------------------------------------------------- | ------------------ | ------ |
| Сільське господарство, мисливство та лісове господарство                         | 148 788            | 25,6%  |
| Обробна промисловість                                                            | 104 206            | 17,9%  |
| Оптова та роздрібна торгівля; торгівля транспортними засобами; послуги з ремонту | 58 133             | 10,0%  |
| Освіта                                                                           | 49 795             | 8,6%   |
| Охорона здоров'я та соціальна допомога                                           | 44 391             | 7,6%   |
| Транспорт і зв'язок                                                              | 35 128             | 6,0%   |
| Державне управління                                                              | 34 072             | 5,9%   |
| Будівництво                                                                      | 27 655             | 4,8%   |
| Добувна промисловість                                                            | 18 770             | 3,2%   |
| Виробництво електроенергії, газу та води                                         | 16 575             | 2,9%   |
| Колективні, громадські та особисті послуги                                       | 15 103             | 2,6%   |
| Операції з нерухомістю, здавання під найм та послуги юридичним особам            | 14 346             | 2,5%   |
| Готелі та ресторани                                                              | 7 316              | 1,3%   |
| Фінансова діяльність                                                             | 5 084              | 0,9%   |
| Рибне господарство                                                               | 1 116              | 0,2%   |
| Послуги домашньої прислуги                                                       | 524                | 0,1%   |
| Екстериторіальна діяльність                                                      | 2                  | 0,0%   |
| Всього зайнятих економічною діяльністю                                           | 581 004            | 100,0% |